# سیارک ۲۸۶۰
سیارک ۲۸۶۰ (به انگلیسی: 2860 Pasacentennium، نامگذاری:1978TA) دو هزار و هشتصد و شصتمین سیارک کشف شده‌است که در ۸ اکتبر ۱۹۷۸ کشف شد.
قدر مطلق سیارک برابر ۱۲٫۶۰ است.